# Nanbu, Aomori
Nanbu (japanska: 南部町?, Nanbu-chō) är en landskommun (köping) i Aomori prefektur i Japan.  